# Kongo-Brazzavilles damlandslag i fotboll
Kongo-Brazzavilles damlandslag i fotboll representerar Kongo-Brazzaville (Republiken Kongo) i fotboll på damsidan. Dess förbund är Fédération Congolaise de Football.

## Artikelursprung
Den här artikeln är helt eller delvis baserad på material från engelskspråkiga Wikipedia, tidigare version.